# Вильгельм Баскервильский
Вильгельм Баскервильский (итал. Guglielmo da Baskerville, англ. William of Baskerville) — вымышленный францисканский монах, главный герой романа Умберто Эко «Имя розы» (1980). В прошлом Вильгельм — инквизитор, а ко времени действия романа — один из советников императора Людвига Баварского.
В фильме «Имя розы» (1986), снятом по мотивам произведения Эко, роль Вильгельма Баскервильского исполнил британский актёр Шон Коннери.

## Имя
Вильгельм Баскервильский является соотечественником и тёзкой Уильяма Оккама (Вильгельма Оккамского). Вильгельм называет Оккама своим другом и единомышленником, используя его философскую систему при расследовании преступлений в аббатстве. По словам Умберто Эко, изначально он собирался сделать главным героем самого Оккама, но затем отказался от этой мысли.
С другой стороны, прозвание Вильгельма — Баскервильский — отсылает к одному из самых известных произведений шерлокианы — «Собаке Баскервилей», намекая на сходство образов Вильгельма и Шерлока Холмса. Имя ученика Вильгельма — Адсон — созвучно фамилии друга Холмса — доктора Ватсона.

## Сюжет и образ Вильгельма в романе
В конце ноября 1327 года Вильгельм Баскервильский и Адсон Мелькский прибывают в бенедиктинское аббатство на севере Италии. Миссия Вильгельма — организация и участие в переговорах между делегатами папы Иоанна XXII, с одной стороны, и генералом ордена францисканцев Михаилом Цезенским, его сторонниками при папском дворе и «имперскими богословами» (их представляет Вильгельм), с другой. Настоятель аббатства просит Вильгельма выяснить причины гибели одного из монахов, Адельма Отрантского, за которой вскоре следуют ещё несколько смертей.
Вильгельм Баскервильский обучался в Оксфордском и Парижском университетах. Своим учителем он считает Роджера Бэкона. Как и Бэкон («наш чтимый наставник»), Вильгельм является сторонником научного познания природы и изучения иностранных языков. В то же время он придерживается многих идей Уильяма Оккама, хотя его взгляды зачастую были противоположны философской концепции Бэкона. Адсон по этому поводу замечает: «Даже и ныне я, постарев и умудрившись, все-таки не могу понять, почему он, столь ценя суждения своего друга Оккама, одновременно преклонялся и перед доктринами Бэкона. Хотя следует признать, что в ту неспокойную пору умному человеку приходилось думать, бывало, взаимоисключающие вещи».
Внешне и по повадкам Вильгельм напоминает Шерлока Холмса. Адсон отмечает такие его черты, как высокий рост, худоба, крючковатый нос; кроме того, Вильгельм мог впадать в длительную апатию, когда ничто не возбуждало его интереса, и жевал некую траву для стимулирования умственной деятельности (вероятна аллюзия на употребление Холмсом табака и кокаина для тех же целей).

## В кинематографе
В 1986 году французский режиссёр Жан-Жак Анно снял фильм «Имя розы» по мотивам романа Умберто Эко, где главную роль исполнил Шон Коннери (в роли Адсона Мелькского — Кристиан Слейтер). Работа Коннери в фильме была отмечена премией BAFTA за лучшую мужскую роль, которую он получил в 1988 году.
В 2019 году вышел итальяно-немецкий мини-сериал «Имя розы» режиссёра Джакомо Баттиато. Вильгельма Баскервильского сыграл Джон Туртурро.